# The Gospellers Now
『The Gospellers Now』（ザ ゴスペラーズ ナウ）は、ゴスペラーズのメジャーデビュー後14枚目のオリジナルアルバム。2014年9月17日に発売された。販売元はキューンミュージック。

## 概要
前作『STEP FOR FIVE』から約2年振りにリリースされたオリジナルアルバムである。シングル曲「SING!!!!!」とカップリング曲「Be Shiny」、配信限定シングル「3月の翼」、フォー・シーズンズの楽曲「Sherry」のカバーなどを収録している。また、収録曲の「Looking for your love」がUR賃貸住宅のイメージソングとして採用され、ゴスペラーズもUR賃貸住宅のCM「登場篇」に出演した。
初回限定盤と通常盤の2種類でリリースされており、初回限定盤にはシングル『SING!!!!!』の初回限定盤特典DVDの続編、特典映像「祝!ゴスペラーズデビュー20周年 G20 最強のGOSは誰だ!? 「KING OF GOS」選手権〜体力編〜」が収録されたDVDとフォトブックが付属している。
ジャケット写真と初回特典のフォトブックは、ファーストアルバム『The Gospellers』を意識した構図である。
東京・銀座のソニービルの最上階のホール「OPUS（オーパス）」にて、アルバムのリリースを記念した特別プログラムが実施された。

## 収録曲

### CD
1. SING!!!!! [4:11]
  - 作詞・作曲・編曲：前山田健一

45thシングル曲。
2. HIT ME [4:54]
  - 作詞：村上てつや、作曲：中沢ノブヨシ、編曲：板垣祐介
3. LAZY RAIN [3:57]
  - 作詞：竹本健一、作曲：黒沢薫・竹本健一、編曲：竹本健一
4. Be Shiny [3:26]
  - 作詞：MIZUE、作曲：酒井雄二、編曲：竹本健一

NEC「LaVie Tab」タイアップソング。
5. Sherry [2:49]
  - 作詞・作曲：Bob Gaudio、編曲：佐橋佳幸

フォー・シーズンズのカバー。
6. My girl friend [2:48]
  - 作詩・作曲：安岡優、編曲：堀向彦輝
7. くれないの街 [3:07]
  - 作詞：小池竹見、作曲：酒井雄二、編曲：YANAGIMAN
8. Looking for your love [4:40]
  - 作詩：安岡 優、作曲：黒沢薫、編曲：黒沢薫・北山陽一

UR賃貸住宅タイアップソング。
9. reborn [4:43]
  - 作詞：村上てつや、作曲：村上てつや・妹尾武、編曲：前嶋康明
10. MOVIE☆STAR [5:04]
  - 作詩:安岡優、作曲:DANCE☆MAN、編曲:THE☆FUNKS
11. 3月の翼 [4:23]
  - 作詩・作曲：安岡優、編曲：宇佐美秀文

配信限定曲。
『スカパー! ソチ 2014 パラリンピック 冬季競技大会』のテーマソング。

### DVD（初回生産限定盤のみ）
1. 祝!ゴスペラーズデビュー20周年 G20 最強のGOSは誰だ!? 「KING OF GOS」選手権〜体力編〜